# Ozalj
Ozalj és una ciutat de Croàcia, al comtat de Karlovac entre Karlovac i Jastrebarsko, a la vora del riu Kupa. Molt a prop hi ha Žumberak, a la frontera nord amb Eslovènia. El sant patró de la vila és Sant Vit, que té per festa patronal el dia 15 de juny. El poble es construí sobre un sortint rocós prop del riu Kupa, i la primera menció data de l'any 1244 com a ciutat reial. La família noble Frankopan posseí la vila des del 1398, després passà al domini de la família Zrinski el 1550, que la mantingué al seu feu fins al 1671. La ciutat commemora el 30 d'abril com la data de la seva fundació, en memòria dels fets de l'any 1671, quan Petar Zrinski i Fran Krsto Frankopan foren executats.

## Pobles
El municipi d'Ozalj inclou 98 pobles: 
| - Badovinci - Belinsko Selo - Belošići - Boševci - Brašljevica - Bratovanci - Brezje Vivodinsko - Breznik - Brezovica Žumberačka - Budim Vivodinski - Bulići - Cerje Vivodinsko - Cvetišće - Dančulovići - Dojutrovica - Doljani Žumberački - Donji Lović - Donji Oštri Vrh Ozaljski - Dragoševci - Dučići | - Durlinci - Dvorišće Ozaljsko - Dvorišće Vivodinsko - Ferenci - Fratrovci Ozaljski - Furjanići - Galezova Draga - Galin - Goleši Žumberački - Goli Vrh Ozaljski - Gorniki Vivodinski - Gornje Pokupje - Gornji Lović - Gornji Oštri Vrh Ozaljski - Goršćaki Ozaljski - Grandić Breg - Grdun - Gudalji - Hodinci - Hrastovica Vivodinska | - Ilovac - Jaškovo - Kamenci - Kašt - Keseri - Kuljaji - Kunčani - Levkušje - Liješće - Lović Prekriški - Lukšići Ozaljski - Lukunić Draga - Mali Erjavec - Malinci - Novaki Ozaljski - Obrež Vivodinski - Ozalj - Pećarići - Petruš Vrh - Pilatovci | - Podbrežje - Podgraj - Police Pirišće - Polje Ozaljsko - Popovići Žumberački - Požun - Radatovići - Radina Vas - Rajakovići - Rujevo - Sekulići - Slapno - Soldatići - Sršići - Stojavnica - Svetice - Svetičko Hrašće - Šiljki - Škaljevica - Tomašnica | - Trešćerovac - Trg - Varaštovac - Veliki Erjavec - Vini Vrh - Vivodina - Vrbanska Draga - Vrh Ozaljski - Vrhovac - Vrhovački Sopot - Vrškovac - Vuketić - Vuksani - Zajačko Selo - Zaluka - Zorkovac - Zorkovac na Kupi - Zorkovac Vivodinski |